# Іс
Іс (рос. Ис) — селище у складі Нижньотуринського міського округу Свердловської області.
Населення — 4229 осіб (2010, 4808 у 2002).
До 21 липня 2004 року селище мало статус селища міського типу.